# 哈夫索尔·尤利尔斯·比昂森
哈夫索爾·尤利尔斯·比昂森（冰島語：[ˈhafθour ˈjuːlijʏs ˈpjœrtn̥ssɔn] ⓘ，1988年11月26日—）是冰岛演员、大力士和前職業籃球運動員。他曾在《权力的游戏》（Game of Thrones）中出演格雷果·“魔山”·克里岡一角，因此又被稱為「冰島魔山」。

## 生平
哈夫索爾生于雷克雅未克。2004年，他在冰島籃球乙級聯賽的布雷扎布利克效力。由于脚踝的傷勢，2008年，哈夫索爾被迫退役。隨後哈夫索爾開始了他的大力士生涯。2010年和2011年，哈夫索爾接連赢得冰岛男子大力士大赛冠軍。
2017年3月，哈夫索爾被诊断出患有貝爾氏麻痹症。
2017年底，哈夫索爾結識了加拿大女服务员凯尔西·亨森（Kelsey Henson）。由于哈夫索爾身高206cm，亨森身高僅，这对情侶因懸殊的身高而引人注目。2018年10月21日，哈夫索爾宣布與凯尔西结婚。
2020年5月2日，哈夫索爾以501公斤成绩打破了硬拉世界纪录。